# Pirro I
Pirro I (in greco Πύρρος?; fl. 638-655) è stato un arcivescovo bizantino, patriarca di Costantinopoli dal 638 al 641 e di nuovo nel 654.

## Biografia
Prima di ascendere al seggio patriarcale, fu sacerdote di Hagia Sophia, nonché monaco, archon dei monasteri e hegoumenos di Crisopoli. Sostenitore del monotelismo, dottrina cristologica condannata come eretica dal papato che fu imposta dall'imperatore d'Oriente Eraclio I, con il sostegno di quest'ultimo divenne patriarca di Costantinopoli nel 638, succedendo a Sergio I. Nel 641, in seguito ai conflitti interni susseguitesi alla morte di Eraclio, il patriarca fu accusato di aver complottato con la complicità dell'imperatrice Martina contro Costantino III, in modo che salisse al trono Eracleona. Il popolo e l'esercito allora insorsero e il comandante dei ribelli, Valentino, depose Pirro e lo mandò in esilio in Africa. Il suo primo mandato era durato due anni, nove mesi e nove giorni.
Nel 645 condusse una discussione pubblica sulla fede con Massimo il Confessore (la cosiddetta Disputatio cum Pyrrho), in seguito alla quale Pirro fu apparentemente persuaso dalle argomentazioni della parte opposta a rinnegare il monotelismo. Secondo il Liber Pontificalis, durante il papato di Papa Teodoro I (642-649), l'ex patriarca Pirro partì dall'Africa per recarsi a Roma, dove rinnegò e condannò, attraverso una dichiarazione firmata che fu mostrata al clero e al popolo romano, le opinioni eretiche sue o dei suoi predecessori al soglio patriarcale; il pontefice di conseguenza lo trattò con tutti gli onori, come se avesse ancora a che fare con il patriarca di Costantinopoli. Tuttavia nel 647, mentre era a Ravenna, Pirro cambiò idea e ritornò monotelita, venendo di conseguenza anatemizzato nel 649 dal Concilio Lateranense convocato da Papa Martino I.
Nel 654 Pirro, tornato nel frattempo in Oriente, divenne di nuovo patriarca di Costantinopoli, detenendo la carica per quattro mesi e 23 giorni, fino alla propria morte, accaduta il 1º giugno dello stesso anno; gli succedette Pietro.
Al concilio del 680, che condannò il monotelismo come eresia, Pirro fu tra i patriarchi anatemizzati per il loro supporto all'eresia.